# Brent Urban
Brent Urban (Mississauga, 5 maggio 1991) è un giocatore di football americano canadese che gioca nel ruolo di defensive tackle per i Baltimore Ravens della National Football League (NFL). Fu scelto nel corso del quarto giro (134º assoluto) del Draft NFL 2014. Al college giocò a football all'Università della Virginia.

## Carriera

### Baltimore Ravens
Urban fu scelto nel corso del quarto giro del Draft 2014 dai Baltimore Ravens. A causa della rottura del legamento crociato anteriore nel mese di agosto, non scese mai in campo nella sua stagione da rookie. Nella prima partita in carriera, nel Monday Night Football della settimana 12 del 2015 in casa dei Browns, Urban fu fondamentale per la vittoria dei Ravens quando, su un punteggio di parità a tre secondi dal termine, deviò un tentativo di field goal degli avversari, col pallone che fu recuperato dal compagno Will Hill che andò a segnare il touchdown della rocambolesca vittoria.
Dopo avere disputato come titolare le prime tre gare in carriera all'inizio della stagione 2017, Urban nel terzo subì un infortunio che gli fece perdere tutto il resto dell'annata. Fu inserito in lista infortunati il 27 settembre 2017.
Il 6 febbraio 2018 Urban firmò un rinnovo di un anno con i Ravens per un valore di 2.35 milioni di dollari.

### Tennessee Titans
Nel 2019 Urban firmò con i Tennessee Titans.

### Chicago Bears
Il 21 ottobre 2019 Urban firmò con i Chicago Bears.

### Dallas Cowboys
Il 22 marzo 2021 Urban firmò con i Dallas Cowboys.

### Ritorno ai Ravens
Il 20 maggio 2022 Urban firmò per fare ritorno ai Ravens.